# La Ruinette
La Ruinette (3875 m n. m.) je hora ve Walliských Alpách ve Švýcarsku. Nachází se na území obce Bagnes v kantonu Valais asi 28 km jižně od města Sion. Leží v krátkém bočním hřebeni, který vybíhá jihozápadním směrem z hory Mont Blanc de Cheilon (3870 m). Hřeben se dále na jihozápadě větví na dvě ramena. První směřuje nejprve na jih a poté se stáčí k západu, kde za sedlem Col de Lire Rose (3065 m) pokračuje hřebenem Arêtes de Lire Rose. Druhé rameno směřuje na západ, kde se za sedlem Col du Mont Rouge (3326 m) stáčí na sever k hřebeni Mont Rouge du Giétro. Na jižních svazích La Ruinette se rozkládá ledovec Glacier de la Ruinette, na východních Glacier de la Serpentine a na severozápadních Glacier du Giétro.
Jako první vystoupili na vrchol 6. července 1865 Edward Whymper, Christian Almer a Franz Biner. Dnes vede nejsnazší cesta na vrchol jihozápadním hřebenem od chaty Cabane de Chanrion přes sedlo Col de la Lire Rose (obtížnost II dle UIAA).